# مولدوفيون
مولدوفيون وهم سكان مجموعة عرقية رومانية يتكلمون اللغة المولدوفية ويشكلون نسبة 75 % من سكان مولدوفا بما في ذلك دولة ترانسنيستريا الغير معترف بها، المولدوفيون معترف بهم كأقلية في أوكرانيا وروسيا ويبلغ عدد المولدوفيون في العالم 3.4 مليون نسمة منهم 2,741,849 في مولدوفا والبقية ينتشرون في أوكرانيا وروسيا وإيطاليا والبرتغال وفي دول أوروبية أخرى.

## معرض صور

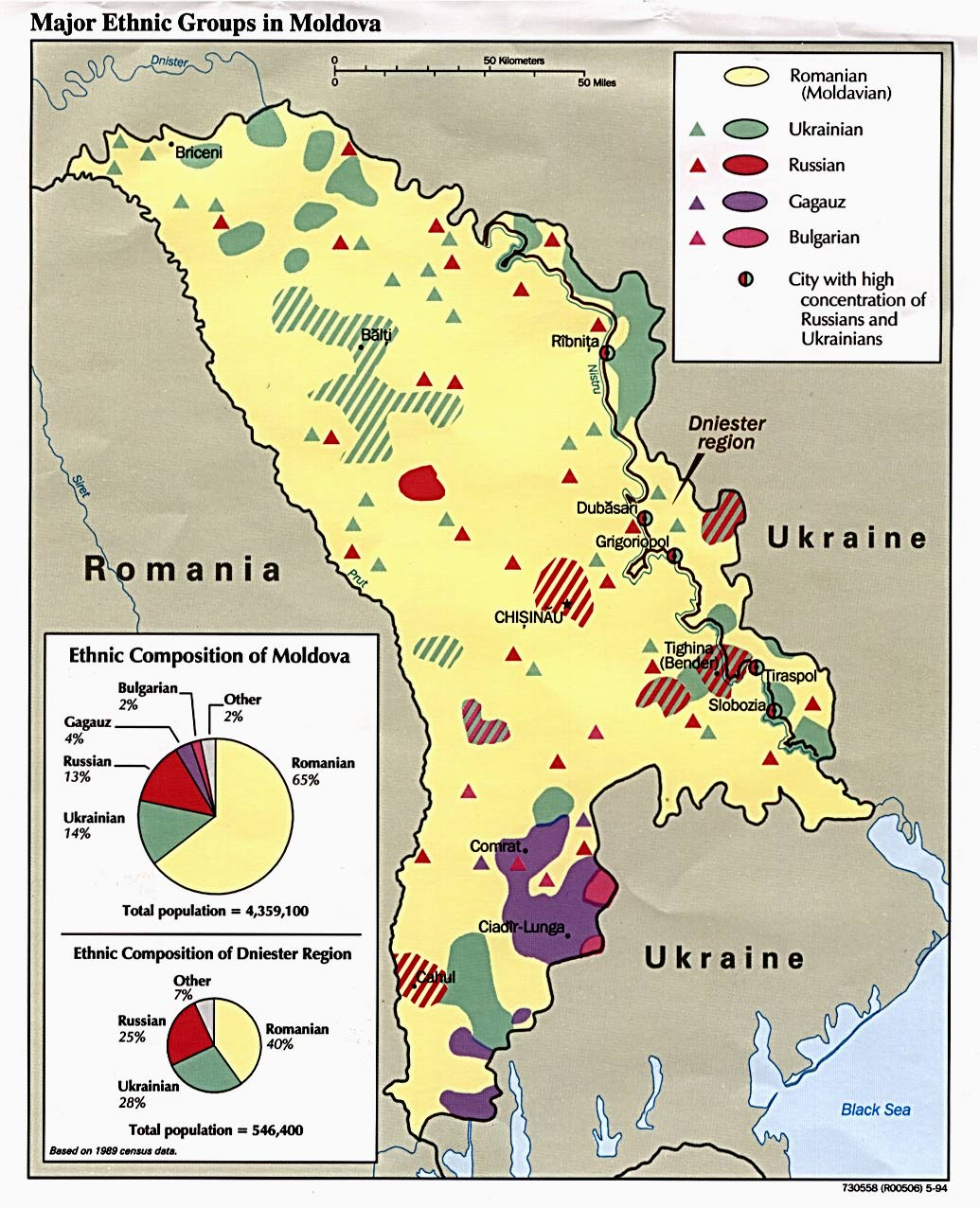
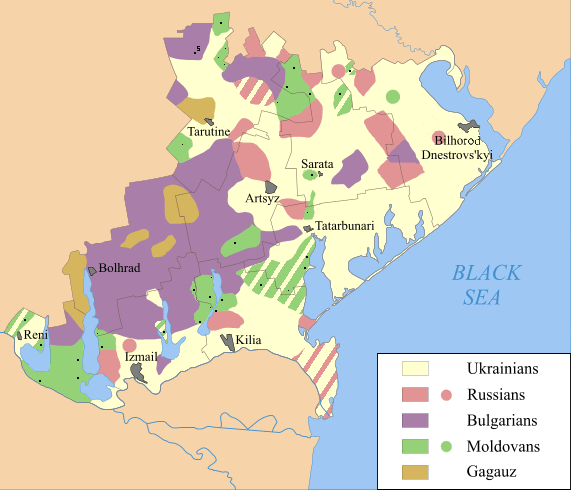
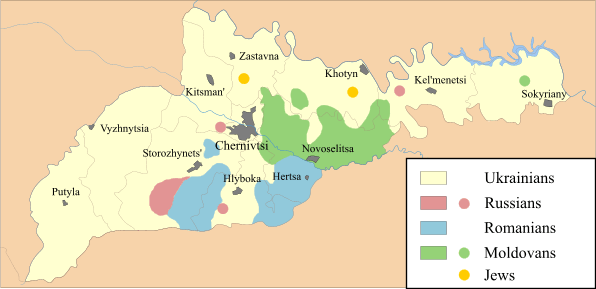
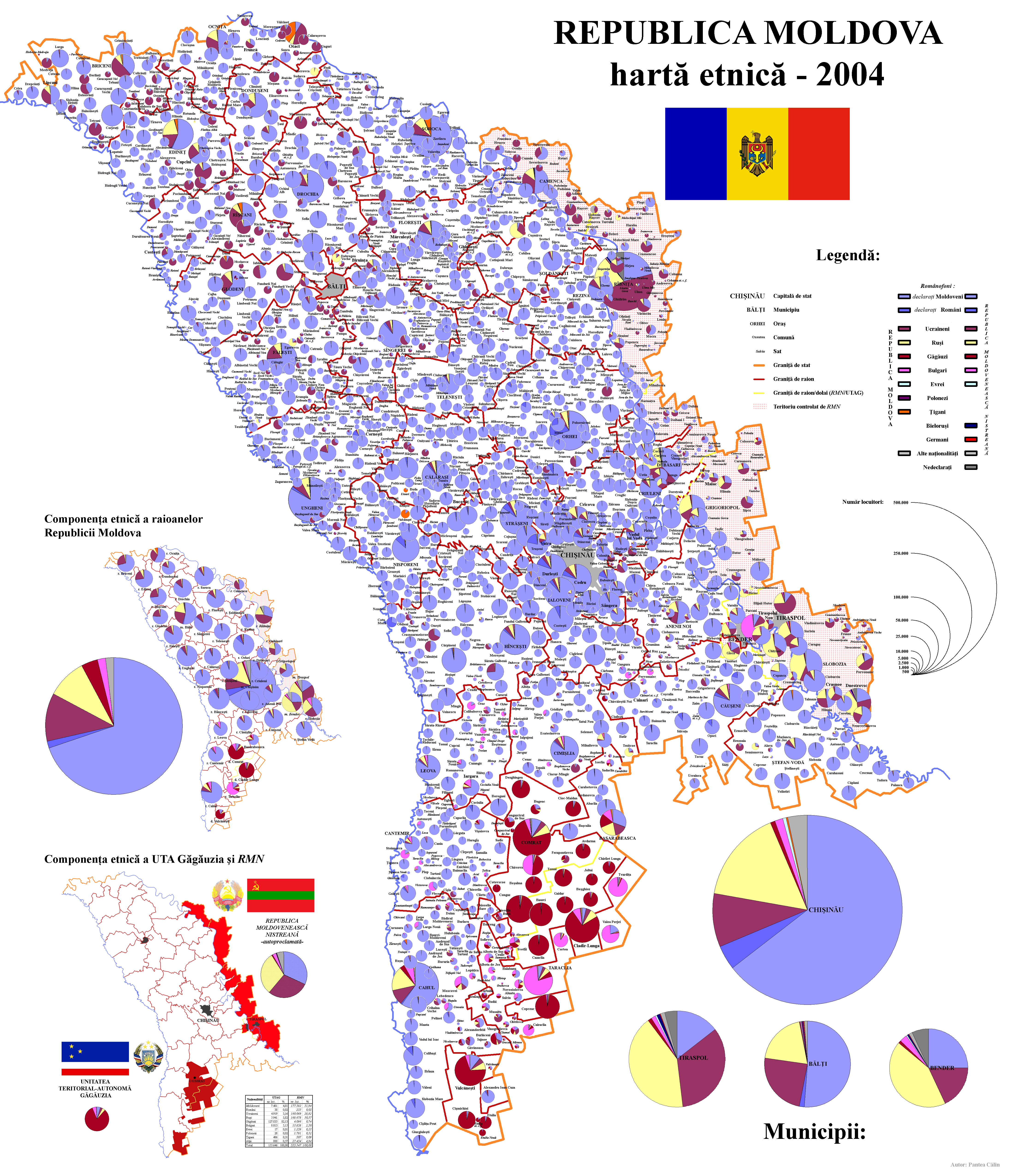